# ویلسبرگ
ویلسبرگ (به فرانسوی: Vilsberg) یک کمون در فرانسه است که در Canton of Phalsbourg واقع شده‌است.

## خصوصیات
ویلسبرگ ۵ کیلومترمربع مساحت و ۳۷۹ نفر جمعیت دارد و ۲۷۳ متر بالاتر از سطح دریا واقع شده‌است.